# Canton de Schwytz-Extérieur
1831–1833
Entités précédentes :
- Canton de Schwytz

Entités suivantes :
- Canton de Schwytz

Le canton de Schwytz-Extérieur (en allemand : Kanton Ausserschwyz) est un canton éphémère de la Suisse qui a existé entre 1831 et 1833.
En 1831, les quatre districts de Vorderer Hof, March, Einsiedeln et Küssnacht, ressentant un sentiment de négligence de la part du gouvernement du canton de Schwytz, se séparent de celui-ci et forment leur entité. 
Le canton de Schwytz est alors divisé en deux demi-cantons : « Schwytz-Extérieur » et « Schwytz-Intérieur ». Le chef-lieu du demi-canton est fixé alternativement à Lachen ou à Einsiedeln.
La Diète fédérale n'accepte pas cette division et le canton de Schwytz-Extérieur est envahi en 1833 par les forces cantonale de Schwytz. Les deux demi-cantons sont alors de nouveau réunis.

## Territoire
Le demi-canton de Schwytz-Extérieur recouvrait les territoires suivants :
- Les anciens bailliages suivants :
  - Le bailliage de Küssnacht
  - Le bailliage de la Marche
- Les anciens domaines (en allemand : Höfe) suivants, de l'abbaye d'Einsiedeln (en allemand : Kloster Einsiedeln) :
  - L'ancien « domaine supérieur » (en allemand : Vorderer Hof ou Oberer Hof) (chef-lieu : Pfäffikon)
  - L'ancien domaine de Reichenburg

## Subdivisions
Le demi-canton de Schwytz-Extérieur était divisé en quatre districts, savoir :
- Le district d'Einsiedeln (en allemand : Berzik Einsiedeln)
- Le district de Küssnacht (en allemand : Berzik Küssnacht)
- Le district de la Marche (en allemand : Berzik March)
- Le district de Pfäffikon (en allemand : Berzik Pfäffikon) : depuis 1848, partie du district des Domaines (en allemand : Berzik Höfe ou Berzik Hœefe)